# Округ Френклин (Тенеси)
Округ Френклин (енгл. Franklin County) је округ у америчкој савезној држави Тенеси.

## Демографија
По попису из 2010. године број становника је 41.052, што је 1.782 (4,5%) становника више него 2000. године.
| Група             | 2000.          | 2010.          |
| Белци             | 35.877 (91,4%) | 36.839 (89,7%) |
| Афроамериканци    | 2.157 (5,5%)   | 2.109 (5,1%)   |
| Азијати           | 162 (0,4%)     | 299 (0,7%)     |
| Хиспаноамериканци | 620 (1,6%)     | 1.029 (2,5%)   |
| Укупно            | 39.270         | 41.052         |